# لیام دارویل
لیام دارویل (انگلیسی: Liam Darville؛ زادهٔ ۲۶ اکتبر ۱۹۹۰) بازیکن فوتبال اهل بریتانیا است.
از باشگاه‌هایی که در آن بازی کرده‌است می‌توان به باشگاه فوتبال یورک سیتی، باشگاه فوتبال لیدز یونایتد، باشگاه فوتبال ترانمره راورز، باشگاه فوتبال روترهام یونایتد، و باشگاه فوتبال هروگیت تاون اشاره کرد.
وی همچنین در تیم‌های ملی فوتبال England national under-16 football team و زیر ۱۷ سال انگلستان بازی کرده‌است.